# Leporellus pictus
Leporellus pictus är en fiskart som först beskrevs av Kner, 1858.  Leporellus pictus ingår i släktet Leporellus och familjen Anostomidae. Inga underarter finns listade i Catalogue of Life.